# Japanischer Feuerfisch
Der Japanische Feuerfisch (Pterois lunulata) ist ein Vertreter der Skorpionfische (Scorpaenidae). Er lebt von den Küsten Südchinas bis nach Korea und Japan, eventuell auch in indonesischen Gewässern und bei Neukaledonien und Mauritius. Er hält sich vor allem in offenem Wasser über Felsriffen, Sand- und Schlämmböden in Tiefen von 10 bis 40 Metern auf. Die Fische ernähren sich von kleineren Fischen und Krebstieren.

## Merkmale
Der Japanische Feuerfisch ist weißlich und durch viele schmale und breite braune Querbänder gezeichnet. Die Bauchseite ist weiß und ohne Musterung. Die Brustflossen sind vergleichsweise groß. Die erste hartstrahlige Rückenflosse hat 13 Flossenstrahlen, die mit Giftdrüsen versehen sind. Die weichstrahligen Teile von Rücken- und Afterflosse, sowie die Schwanzflosse sind transparent und nur bei großen adulten Tieren mit dunklen Flecken versehen.  Japanische Feuerfische werden etwa 35 Zentimeter lang. Ein Merkmal zur Unterscheidung von Pterois russellii sind seine deutlich sichtbaren Schuppen, die alle, auch die in den dunklen Bändern liegenden, ein helles Zentrum haben, so dass die Bänder eine netzartige Musterung haben. Auf den Flossenstrahlen der Brustflossen liegen große V-förmige Flecke.